# Station Sileby
Sileby is een spoorwegstation van National Rail in Sileby, Charnwood in Engeland. Het station is eigendom van Network Rail en wordt beheerd door East Midlands Railway. 